# Szortavala
Szortavala (cirill betűkkel Сортава́ла) város Oroszországban, Karéliában. A város a Ladoga-tó északi partján fekszik, 287 km-re Petrozavodszktól, Karélia fővárosától. Vasútállomással és repülőtérrel is rendelkezik. Januárban az átlaghőmérséklet -9, júliusban +16 fok. A városban tüdőszanatórium is található.

## Története
A mai város környéke már a 12. században lakott volt, de csak 1783-ban kapott városi rangot. 1918-ban kapta jelenlegi nevét, korábban Szerdobolynak (Сердоболь) nevezték.

## Népesség
A 19. század végén még főleg finnek lakták.
- 2002-ben 21 131 lakosa volt, akik főleg oroszok, fehéroroszok, karjalaiak és finnek.
- 2010-ben 19 235 lakosa volt, melynek 88%-a orosz, 4,4%-a fehérorosz, 2,3%-a karjalai, 2,3%-a ukrán.

## Külső hivatkozások
- Nem hivatalos honlap (oroszul)